# Mülheim (Ruhr) Hauptbahnhof
Mülheim (Ruhr) Hauptbahnhof ist der wichtigste Verkehrsknotenpunkt in Mülheim an der Ruhr im westlichen Ruhrgebiet in Nordrhein-Westfalen. Seinen heutigen Namen erhielt der Bahnhof erst 1974 nach dem Ausbau der Bahnstrecke im Zuge der Einrichtung der S-Bahn Rhein-Ruhr.
Der ehemalige Berührungsbahnhof liegt in der Gabelung zwischen den Ruhrgebietsstrecken von zwei der größten ehemaligen privaten Bahngesellschaften, der Rheinischen Eisenbahn-Gesellschaft (kurz RhE) und der Bergisch-Märkischen Eisenbahn-Gesellschaft (kurz BME). Seit 2021 handelt es sich bei der Betriebsstelle nur noch um einen Haltepunkt, womit Mülheim (Ruhr) Hbf neben Gevelsberg Hbf einer von zwei als Hauptbahnhof bezeichneten Haltepunkten in Deutschland ist.

## Geschichte
Die RhE baute 1866 an ihrer Ruhrgebietsstrecke von Osterath nach Dortmund RhE den Bahnhof „Mülheim RhE“. Unmittelbar nördlich angrenzend an den bestehenden Bahnhof errichtete die BME 1867 einen eigenen Haltepunkt „Mülheim-Eppinghofen BME“ an ihrer eigenen, bereits seit 1862 bestehenden Ruhrgebietsstrecke von Witten oder Dortmund nach Oberhausen oder Duisburg.
Nach der Verstaatlichung und Zusammenführung der beiden Eisenbahn-Gesellschaften in den Preußischen Staatseisenbahnen wurde aus den beiden benachbarten Bahnhöfen formal einer, bauliche Änderungen oder gar eine Verknüpfung beider Strecken an dieser Stelle unterblieben aber. Die beiden Strecken verliefen parallel nebeneinander bis zum Bahnhof (Mülheim-)Heißen, wo sie dann betrieblich miteinander verknüpft wurden.
Am 1. Juni 1888 wurde der Bahnhof das erste Mal in „Mülheim (Ruhr)“ umbenannt, nur vier Jahre später am 11. August 1892 wieder in „Mülheim-Eppinghofen“. In den Jahren 1905 bis 1910 wurde der Eppinghofer Bahnhof mit der Unterführung der Eppinghofer Straße in einem gemeinsamen Gebäude nun auch für die Fahrgäste erkennbar zwischen den Gleisen neu errichtet. Das Steildach des Gebäudes wurde im Zweiten Weltkrieg zerstört und nicht wieder aufgebaut.
Der betriebstechnisch bedeutendere Bahnhof Mülheims war aber immer noch der bereits 1862 von der BME weiter westlich errichtete größere Bahnhof „Mülheim (Ruhr) BME“ (ab 1892 „Mülheim (Ruhr)“, ab 1974 „Mülheim (Ruhr) West“), welcher aber wegen der größeren Entfernung zur Stadtmitte von der Mülheimer Bevölkerung nicht angenommen wurde. Die Bedeutung rührte daher, dass in der Dampflokzeit die schweren und langen Schnell- und Eilzüge vor dem Heißener Berg gehörig Anlauf und manches Mal auch Schubunterstützung brauchten und deshalb in Eppinghofen durchfuhren. Das in der Nähe der Industrieanlagen der Friedrich Wilhelms-Hütte gelegene große Bahnhofsgebäude wurde 1975 abgerissen, der dazugehörige Bahnhof heißt heute „Mülheim (Ruhr) West“.
Mit der Elektrifizierung der Strecke Köln–Hamm in den 1950er-Jahren kamen die Halte der Fernzüge zum Eppinghofer Bahnhof, dieser wurde am 22. Mai 1955 in „Mülheim (Ruhr) Stadt“ umbenannt und erhielt 1974 mit Eröffnung der S-Bahn Rhein-Ruhr die bis heute gültige Bezeichnung „Mülheim (Ruhr) Hauptbahnhof“.
1992 fand auf der oben genannten Osterather Strecke ein MüGa-Wiesel genannter Pendelzugverkehr zur damaligen Landesgartenschau statt.

## Heutige Situation
Der Mülheimer Hauptbahnhof hat heute an der ehemaligen „Bergisch-Märkischen Bahn“ je einen Richtungsbahnsteig mit zwei Gleisen, insgesamt also nur vier Gleise, und zählt damit zu den kleinsten Hauptbahnhöfen im Ruhrgebiet. Die Strecke der „Rheinischen Bahn“ ist stillgelegt, die Oberleitungen wurden abgebaut, ebenso ein Großteil der Gleise.
Durch die Renovierung in den Jahren 2010 und 2011 wurde das Hauptgebäude fast vollständig modernisiert, die Personentunnel neu gestaltet und der Bahnhofsvorplatz erneuert. In die Sanierung des Hauptgebäudes wurden 2,1 Millionen Euro investiert.
Im Jahr 2015 folgte die Erneuerung und Erhöhung der Bahnsteige. Das betraf auf einer Länge von 370 Metern die Bahnsteigkanten und Bodenbeläge. Dabei wurden diese auch mit einem taktilen Leitsystem für Sehbehinderte ausgerüstet. Auch Aufzüge sind vorhanden; die Station ist somit barrierefrei. Weiterhin wurden die Bahnsteigdächer modernisiert, das vorhandene Mobiliar (Vitrinen, Sitzmöglichkeiten, Abfallbehälter etc.) ausgetauscht und die Ansagetechnik zur Verbesserung der Fahrgastinformation mitsamt der Beleuchtung erneuert. Die Gesamtkosten für diese Maßnahmen betragen 4,5 Millionen Euro.
Das DB-Reisezentrum wurde im November 2019 geschlossen; der Fahrkartenverkauf findet nun in einem Büro der Ruhrbahn am Zugang zum Forum statt.
Mit der Inbetriebnahme des elektronischen Stellwerks für den Bereich Mülheim-Styrum bis Essen West, am Pfingstwochenende 22. bis 24. Mai 2021, hat der Bahnhof Mülheim Hbf seine letzte Weichenverbindung verloren. Damit ist Mülheim (Ruhr) Hbf nur noch ein Haltepunkt der freien Strecke.

## Bedienung

### Schienenpersonenfernverkehr
Im Schienenpersonenfernverkehr halten nur einzelne im Takt verkehrende Linien einmal täglich in Mülheim.
| Linie  | Zuglauf                                                                                      | Zug      |
| ------ | -------------------------------------------------------------------------------------------- | -------- |
| ICE 14 | Berlin Ostbahnhof – Berlin – Hannover – Hamm – Dortmund – Mülheim – Duisburg – Köln – Aachen | ICE 758  |
| ICE 31 | Köln – Duisburg – Mülheim – Dortmund – Münster – Bremen – Hamburg-Altona                     | ICE 1028 |

Siehe auch: Liste der Intercity-Express-Linien

### Schienenpersonennahverkehr
Im Schienenpersonennahverkehr ist Mülheim (Ruhr) Hauptbahnhof Halt mehrerer Regional- und S-Bahn-Linien:
| Linie       | Linienverlauf | Takt                                             | Betreiber        |
| ----------- | --- | ------------------------------------------------ | ---------------- |
| RE 1 (RRX)  | NRW-Express: Aachen Hbf – Aachen-Rothe Erde – Eilendorf (ein Zugpaar) –Stolberg (Rheinl) Hbf – Eschweiler Hbf – Langerwehe – Düren – Horrem – Köln-Ehrenfeld – Köln Hbf – Köln Messe/Deutz – Köln-Mülheim – Leverkusen Mitte – Düsseldorf-Benrath – Düsseldorf Hbf – Düsseldorf Flughafen – Duisburg Hbf – Mülheim (Ruhr) Hbf – Essen Hbf – Wattenscheid – Bochum Hbf – Dortmund Hbf – Dortmund-Scharnhorst (nicht stündlich, im Wechsel mit Nordbögge) – Dortmund-Kurl – Kamen-Methler – Kamen – Bönen-Nordbögge (nicht stündlich, im Wechsel mit Dortmund-Scharnhorst) – Hamm (Westf) Hbf Stand: Fahrplanwechsel Dezember 2023 | 60 min                                           | National Express |
| RE 2        | Rhein-Haard-Express: Osnabrück Hbf – Hasbergen – Natrup-Hagen (zweistdl.) – Lengerich (Westf) – Kattenvenne (zweistdl.) – Ostbevern – Westbevern – Münster (Westf) Hbf – (Münster-Albachten – Senden-Bösensell – Nottuln-Appelhülsen – Buldern –)* Dülmen – (Sythen –)* Haltern am See – (Marl-Sinsen –)* Recklinghausen Hbf – (Recklinghausen Süd –)* Wanne-Eickel Hbf – Gelsenkirchen Hbf – Essen Hbf – Mülheim (Ruhr) Hbf – Duisburg Hbf – Düsseldorf Flughafen – Düsseldorf Hbf * Halt nur einzelner Züge im Nachtverkehr Stand: Fahrplanwechsel Dezember 2023                                                               | 60 min                                           | DB Regio         |
| RE 6 (RRX)  | Rhein-Weser-Express: Köln/Bonn Flughafen – Köln Hbf – Dormagen – Neuss Hbf – Düsseldorf-Bilk – Düsseldorf Hbf – Düsseldorf Flughafen – Duisburg Hbf – Mülheim (Ruhr) Hbf – Essen Hbf – Wattenscheid – Bochum Hbf – Dortmund Hbf – Kamen – Hamm (Westf) Hbf – Heessen – Ahlen (Westf) – Beckum-Neubeckum – Oelde – Rheda-Wiedenbrück – Gütersloh Hbf – Bielefeld Hbf – Herford – Löhne (Westf) – Bad Oeynhausen – Porta Westfalica – Minden (Westf) Stand: Fahrplanwechsel Dezember 2023 | 60 min                                           | National Express |
| RE 11 (RRX) | Rhein-Hellweg-Express: Kassel-Wilhelmshöhe – Hofgeismar – Warburg (Westf) – Willebadessen – Altenbeken – Paderborn Hbf – Lippstadt – Soest – Hamm (Westf) Hbf – Kamen – Dortmund Hbf – Bochum Hbf – Wattenscheid – Essen Hbf – Mülheim (Ruhr) Hbf – Duisburg Hbf – Düsseldorf Flughafen – Düsseldorf Hbf Abschnitt Düsseldorf–Hamm entfällt aufgrund einer angespannten Personalsituation bis auf einzelne Fahrten. Stand: Februar 2025 | 60 min                                           | National Express |
| RE 42       | Niers-Haard-Express: Münster (Westf) Hbf – Münster-Albachten (stündlich) – Senden-Bösensell – Nottuln-Appelhülsen – Buldern – Dülmen – Sythen – Haltern am See – Marl-Sinsen – Recklinghausen Hbf – Recklinghausen Süd – Wanne-Eickel Hbf – Gelsenkirchen Hbf – Essen Hbf – Mülheim (Ruhr) Hbf – Duisburg Hbf – Rheinhausen – Krefeld-Uerdingen – Krefeld Hbf – Viersen – Mönchengladbach Hbf Stand: Fahrplanwechsel Dezember 2021 | 30 min (Münster–Essen) 60 min (Essen–M’gladbach) | DB Regio         |
| RE 49       | Wupper-Lippe-Express: Wesel – Friedrichsfeld (Niederrhein) – Voerde (Niederrhein) – Dinslaken – Oberhausen-Holten – Oberhausen-Sterkrade – Oberhausen Hbf – Mülheim (Ruhr)-Styrum – Mülheim (Ruhr) Hbf – Essen West – Essen Hbf – Essen-Steele – Essen-Kupferdreh – Velbert-Langenberg – Velbert-Neviges – Wuppertal-Vohwinkel – Wuppertal Hbf Stand: Fahrplanwechsel Dezember 2021 | 60 min (wochentags)                              | DB Regio         |
| RB 33       | Rhein-Niers-Bahn: Essen-Steele – Essen Hbf – Essen West – Mülheim (Ruhr) Hbf – Mülheim (Ruhr)-Styrum – Duisburg Hbf – Duisburg-Hochfeld Süd – Rheinhausen Ost – Rheinhausen – Krefeld-Hohenbudberg Chempark – Krefeld-Uerdingen – Krefeld-Linn – Krefeld-Oppum – Krefeld Hbf – Forsthaus – Anrath – Viersen – Mönchengladbach Hbf – Rheydt Hbf – Wickrath – Herrath – Erkelenz – Hückelhoven-Baal – Brachelen – Lindern – Geilenkirchen – Übach-Palenberg – Herzogenrath – Kohlscheid – Aachen West – Aachen Schanz – Aachen Hbf Stand: Fahrplanwechsel Juni 2022                                                                | 60 min                                           | DB Regio         |

### S-Bahn Rhein-Ruhr
| Linie | Linienverlauf | Takt   | Betreiber |
| ----- | --- | ------ | --------- |
| S 1   | Solingen Hbf – SG-Vogelpark – Hilden Süd – Hilden – D-Eller – D-Eller Mitte – D-Oberbilk – D-Volksgarten – Düsseldorf Hbf – D-Wehrhahn – D-Zoo – D-Derendorf – D-Unterrath – D-Flughafen – Angermund – DU-Rahm – DU-Großenbaum – DU-Buchholz – DU-Schlenk – Duisburg Hbf – MH-Styrum – Mülheim (Ruhr) Hbf – E-Frohnhausen – Essen West – Essen Hbf – E-Steele – E-Steele Ost – E-Eiberg – Wattenscheid-Höntrop – BO-Ehrenfeld – Bochum Hbf – BO-Langendreer West – BO-Langendreer – DO-Kley – DO-Oespel – DO-Universität – DO-Dorstfeld Süd – DO-Dorstfeld – Dortmund Hbf Stand: Fahrplanwechsel Dezember 2023 | 30 min | DB Regio  |
| S 3   | Oberhausen Hbf – MH-Styrum – Mülheim (Ruhr) West – Mülheim (Ruhr) Hbf – E-Frohnhausen – Essen West – Essen Hbf – E-Steele – E-Steele Ost – E-Horst – BO-Dahlhausen – Hattingen (Ruhr) – Hattingen (Ruhr) Mitte Stand: Fahrplanwechsel Dezember 2023 | 30 min | DB Regio  |

### Bahnsteigbelegung
Die Fernverkehrszüge fahren planmäßig auf den Gleisen 1 und 6, unabhängig davon, ob sie in Mülheim halten oder nicht.
Die Regionalverkehrslinien halten in der Regel wie folgt auf den Bahnsteiggleisen:
| Bahnsteig | Gleis | Linie/Richtung                                                                                               |
| --------- | ----- | --- |
| 1         | 1     | RE 1 nach Hamm (Westf) RE 2 nach Osnabrück RE 6 nach Minden (Westf) RE 11 nach Kassel-Wilhelmshöhe           |
| 1         | 2     | RE 42 nach Münster (Westf) RE 49 nach Wuppertal RB 33 nach Essen-Steele S 1 nach Dortmund S 3 nach Hattingen |
| 2         | 5     | RE 42 nach Mönchengladbach RE 49 nach Wesel RB 33 nach Aachen S 1 nach Solingen S 3 nach Oberhausen          |
| 2         | 6     | RE 1 nach Aachen RE 2 nach Düsseldorf RE 6 nach Köln/Bonn Flughafen RE 11 nach Düsseldorf                    |

### Öffentlicher Personennahverkehr

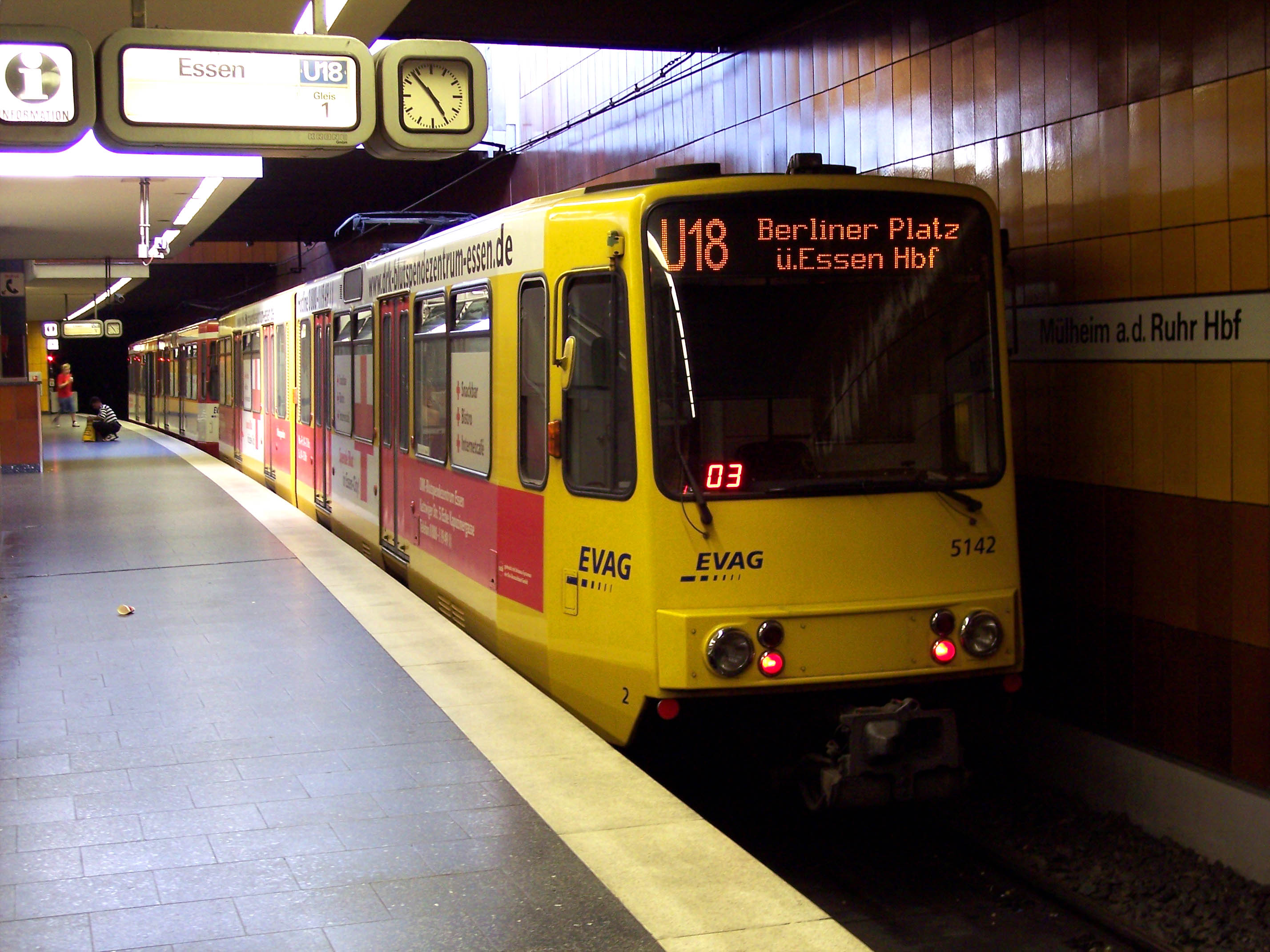
U-Bahn-Station Mülheim an der Ruhr Hbf, 2005

Unter dem eigentlichen Hauptbahnhof befindet sich eine Stadtbahnstation. Diese wird von drei Linien bedient, von denen zwei oberirdisch als Straßenbahn verkehren.
Außerdem wird der Hauptbahnhof von mehreren Buslinien angefahren.
| Linie | Verlauf | Takt (Mo–Fr)                              |
| ----- | --- | ----------------------------------------- |
|       | Essen, U Berliner Platz – U Hirschlandplatz – U Essen Hbf – U Bismarckplatz – Savignystraße/ETEC – Hobeisenbrücke – E-Frohnhausen, Wickenburgstraße – Mülheim (Ruhr), Rhein-Ruhr-Zentrum – Rosendeller Straße – U Eichbaum – U Heißen Kirche – U Mühlenfeld – U Christianstraße – U Gracht – U Von-Bock-Straße – U Mülheim (Ruhr) Hbf | 10 min                                    |
| 102   | Oberdümpten – Dümpten – Aktienstraße – Mülheim Hbf – Stadtmitte – Schloß Broich – Broich – Uhlenhorst | 15 min (10 min an Schultagen von 7-9 Uhr) |
| 901   | DU-Obermarxloh – Marxloh Pollmann – Bruckhausen – Beeck – Laar – Scholtenhofstraße1 – Ruhrort Bf – Ruhrort Friedrichsplatz – Kaßlerfeld – Rathaus – König-Heinrich-Platz – Duisburg Hbf – Zoo/Uni2 – Mülheim-Raffelberg – Speldorf – Schloß Broich – MH-Stadtmitte – Mülheim Hbf Zur HVZ mit zusätzlicher Fahrt zwischen 1 und 2 jeweils 5 Minuten abweichend auf den Regeltakt | 15 min                                    |
| 125   | Oberhausen-Wehrstraße – Dümpten – Sellerbeckstraße – Eppinghofen – Mülheim Hbf – Mülheim Stadtmitte – Schloß Broich – Broich – Speldorf (– Peterstraße) – Südhafen – Ruhrorter Straße | 15 (30) min                               |
| 130   | Oberhausen, City Forum – Oberhausen Hbf – Oberhausen-Styrum – Mülheim-Styrum – Schloss Styrum – Mülheim Hbf – Mülheim Stadtmitte – Wasserstraße – Max-Planck-Institute – Oppspring – Mülheim Hauptfriedhof – Raadt – Flughafen Essen/Mülheim – Essen-Haarzopf Erbach – Fulerum Gemeindezentrum – Rhein-Ruhr-Zentrum | 20 min                                    |
| 131   | Gustav-Heinemann-Schule / Boverstr. – Mülheim-Winkhausen – Mülheim Hbf – Mülheim Stadtmitte – Schloß Broich – Broich – Saarn Lindenhof – Mülheim-Selbeck – Ratingen-Breitscheid Flurstraße | 30 min                                    |
| 135   | (Nordhafen – HafenCenter) – Mülheim Hbf – Mülheim Stadtmitte – Schloß Broich – Saarn – Saarner Kuppe | 15/7,5 von 6-9 Uhr (15) min               |
| 151   | Rhein-Ruhr-Zentrum – Heißen Kirche – Rumbachtal – Mülheim Hbf – Mülheim Stadtmitte – Kahlenberg (Fuß des Berges am Ruhrufer) – Mülheim-Menden – Kettwig-Ickten – Schwimmbad Kettwig → Kettwig, Ringstraße → Kettwiger Markt | 60 min                                    |
| 752   | Mülheim Hbf – MH-Stadtmitte – Schloß Broich – MH-Saarn, Friedrich-Freye-Straße;– MH-Selbeck, Stooter Straße – Ratingen-Breitscheid, Krummenweg – Lintorf, Friedhof – Am Kämpchen – Rehhecke – Lintorf, Rathaus – Tiefenbroicher Straße – ( Ratingen-Tiefenbroich, Annastraße – Ratingen, Kaiserswerther Straße – Ratingen-West, Dieselstraße – Eckampstraße – Düsseldorf, Neu-Lichtenbroich – ) Mörsenbroich, Heinrichstraße – D-Derendorf – Pempelfort, Münsterstraße/Feuerwache – Stadtmitte, Jacobistraße (Pempelforter Straße , 200 m) – Oststraße – Düsseldorf Hbf |                                           |